# Шуштуроджі
Шуштуроджі (рум. Șușturogi) — село у повіті Біхор в Румунії. Входить до складу комуни Четаріу.
Село розташоване на відстані 430 км на північний захід від Бухареста, 16 км на північний схід від Ораді, 119 км на захід від Клуж-Напоки.

## Населення
За даними перепису населення 2002 року у селі проживали 288 осіб.
Національний склад населення села:
| Національність | Кількість осіб | Відсоток |
| -------------- | -------------- | -------- |
| румуни         | 269            | 93,4%    |
| цигани         | 18             | 6,3%     |

Рідною мовою назвали:
| Мова      | Кількість осіб | Відсоток |
| --------- | -------------- | -------- |
| румунська | 269            | 93,4%    |
| циганська | 18             | 6,3%     |